# Jean Rochefort
Jean Raoul Robert Rochefort, född 29 april 1930 i Paris, död 9 oktober 2017 i samma stad, var en fransk skådespelare.

## Utmärkelser
Rochefort har bland annat vunnit tre Césarpris för sina insatser.

## Roller i urval
- 1962 – Cartouche - mästertjuven
- 1965 – Mannen från Hong-Kong
- 1972 – Den långe blonde med en svart doja
- 1973 – Kändisen
- 1974 – Festen kan börja
- 1974 – Frihetens fantom
- 1974 – Le Retour du grand blond
- 1974 – Urmakaren i Saint-Paul
- 1975 – Oskuld med smutsiga händer
- 1976 – Åh... dessa karlar!
- 1978 – Döden i grytan
- 1990 – Hårfrisörskans make
- 1990 – Nyckeln till Provence del 2
- 1993 – Tango
- 1994 – Prêt-à-Porter
- 1996 – Löjets skimmer
- 1998 – Greven av Monte Cristo (TV-serie)
- 2001 – Kom ut ur garderoben
- 2002 – Mannen på tåget
- 2004 – RRRrrrr!!!
- 2006 – Berätta inte för någon
- 2007 – Mr Beans semester
- 2012 – Asterix & Obelix och britterna
- 2015 – Avril et le monde truqué (röst)